# Lycia ursaria
Lycia ursaria là một loài bướm đêm trong họ Geometridae.